# Canzoni da ballo
Canzoni da ballo è l'album in studio di debutto del gruppo italiano Extraliscio, pubblicato l'8 gennaio 2016 per l'etichetta Garrincha Dischi.

## Tracce
1. Riviera romagnola (Cover Version) – 3:43
2. Mia cara celestina – 2:42
3. Perdonami – 2:53
4. A modo mio – 2:29
5. La bella straniera – 2:49
6. Saltarello – 1:05
7. La luna nel pozzo – 3:17
8. Dolore – 2:04
9. Cha Cha Cha D'amor – 2:59
10. Il Corridore – 3:34
11. Mama luntena (Cover Version) – 3:53
12. Alla fermata – 4:38
13. Sono stanco – 3:21
14. Il passatore (Cover Version) – 4:14